# District de Yeongdong
Le district de Yeongdong est un district de la province du Chungcheong du Nord, en Corée du Sud.

## Liens externes

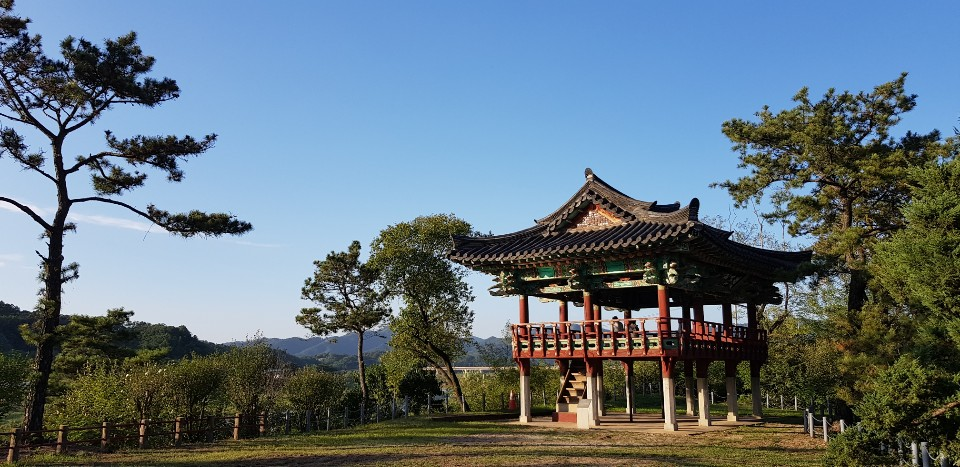
Hoseoru, Godang-ri, Simcheon-myeon, Yeongdong-gun, Chungcheongbuk-do

## Climat
| Mois                                             | jan.       | fév.       | mars       | avril     | mai       | juin      | jui.      | août      | sep.      | oct.      | nov.       | déc.       | année      |
| ------------------------------------------------ | ---------- | ---------- | ---------- | --------- | --------- | --------- | --------- | --------- | --------- | --------- | ---------- | ---------- | ---------- |
| Température minimale moyenne (°C)                | −6,1       | −4,5       | −0,3       | 5,3       | 10,7      | 16        | 20,3      | 20,5      | 14,6      | 7,5       | 1,3        | −4,4       | 6,7        |
| Température moyenne (°C)                         | −1,7       | 0,5        | 5,6        | 12        | 17,1      | 21,1      | 23,9      | 24,2      | 19,3      | 13,1      | 6,6        | 0,1        | 11,8       |
| Température maximale moyenne (°C)                | 2,9        | 5,9        | 11,8       | 18,7      | 23,7      | 26,8      | 28,7      | 29,1      | 25        | 19,7      | 12,5       | 5,1        | 17,5       |
| Record de froid (°C) date du record              | −17,8 1970 | −16,2 1969 | −11,8 1977 | −5 1972   | 1,7 2021  | 5,7 2010  | 11,5 1976 | 11,5 1972 | 4,1 1987  | −4,6 2010 | −10,7 1970 | −17,2 1973 | −17,8 1970 |
| Record de chaleur (°C) date du record            | 14,6 2002  | 22,1 2021  | 27,7 1955  | 31,3 1955 | 35,4 1962 | 36,2 1958 | 39,8 1939 | 38 1939   | 35,2 1939 | 30,8 1939 | 25,3 1979  | 21 1953    | 39,8 1939  |
| Ensoleillement (h)                               | 176,1      | 179,3      | 206,7      | 217,5     | 234,6     | 184,9     | 145,9     | 156,9     | 167,1     | 201,1     | 167,2      | 168,7      | 2 206      |
| Précipitations (mm)                              | 24,1       | 34,2       | 52,9       | 80,3      | 80,1      | 136,6     | 260,7     | 263,9     | 135,6     | 58,1      | 43         | 25,8       | 1 195,3    |
| Nombre de jours avec précipitations              | 8,4        | 7,3        | 9,2        | 8,9       | 8,9       | 10        | 15,9      | 14,7      | 9,8       | 6         | 8,3        | 8,6        | 116        |
| dont nombre de jours avec précipitations ≥ 10 mm | 0,5        | 1,1        | 1,9        | 2,5       | 2,5       | 3,6       | 6,9       | 6,5       | 3,3       | 1,5       | 1,4        | 0,7        | 32,4       |
| Humidité relative (%)                            | 60,6       | 57,2       | 55,6       | 54,6      | 61,3      | 70,4      | 79,4      | 79,4      | 77,1      | 71        | 65,9       | 62,8       | 66,3       |

| Diagramme climatique                                  |             |              |             |              |             |               |               |             |             |           |             |
| J                                                     | F           | M            | A           | M            | J           | J             | A             | S           | O           | N         | D           |
| 2,9−6,124,1                                           | 5,9−4,534,2 | 11,8−0,352,9 | 18,75,380,3 | 23,710,780,1 | 26,816136,6 | 28,720,3260,7 | 29,120,5263,9 | 2514,6135,6 | 19,77,558,1 | 12,51,343 | 5,1−4,425,8 |
| Moyennes : • Temp. maxi et mini °C • Précipitation mm |             |              |             |              |             |               |               |             |             |           |             |